# ナンス・オニール
ナンス・オニール（Nance O'Neil、別名：ナンシー・オニール、Nancy O'Neil、1874年10月8日 – 1965年2月7日）は、アメリカ合衆国の女優。舞台や20世紀初頭のサイレント映画に出演し、「アメリカのベルナール (American Bernhardt)」と称された。

## 生い立ち
オニールは、カリフォルニア州オークランドで、父ジョージ・ラムソン (George Lamson ) と母アーリ・フィンドリー (Arre Findley) の間に、ガートルード・ラムソン (Gertrude Lamson) として生まれた。女優になろうと決心したとき、信仰心の厚い競売人であった父は、舞台を目指した娘を教会で勘当し、会衆に彼女のために祈ることを求めた。 

## 舞台
1908年の『ニューヨーク・タイムズ』に載ったある批評は、オニールの才能について、その演技の長所を強調しながら、女優としての弱点についても述べていた。この批評家は、「現在、舞台に立っている女優で、感情表現にこれほど優れた才能を持っている者はいないし、偉大な女優に必要とされる恵まれた身体がかくも華々しくに自然に備わっている者もいない。」と述べた上で、「ミス・オニールには、ある種のとてつもない美しさがあり、自然な優美さもある。彼女の声は、きらめくオルガンの音のように豊かで深く、様々な色あいと甘美さを備えている。深い感情が表現される瞬間も多々ある。しかし、この女優は、本物の感情や理解を感じさせることもなくただ喋っているかのように見える、単調なカデンツァのように響く部分がさらに多くあり、要するに、ただ機械的に暗記して覚えた言葉を声にしているだけの、まるで蓄音器のようなそぶりで、その背後にある思いを何も感じさせないのだ。」と記した。

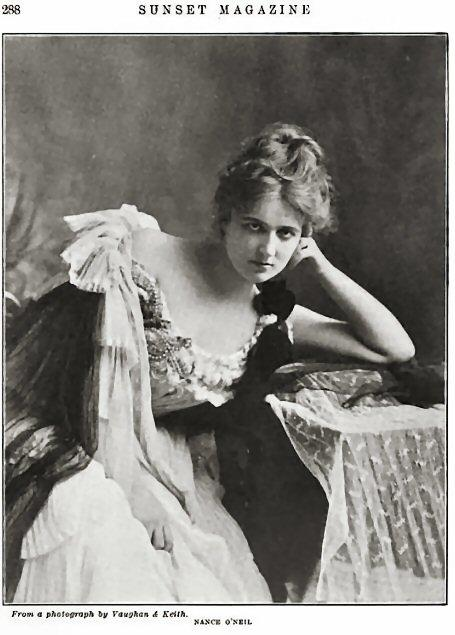
雑誌『Sunset Magazine』6号（1903年5月-10月号）

女優としての活動の初期には、自身も俳優でありながら、マネージャーやプロデューサーも務めていたマッキー・ランキン (McKee Rankin) のマネジメントによって、オニールはオーストラリアでスターとなり、さらに1902年には『Magda』の舞台で、ロンドンでのデビューを果たし、「強烈、圧倒的、並ぶ者なし (intense, imperious and unequal)」と評された。1899年には、ランキンとオニールが結婚するという噂も流れたが、これは正しくないと公言された。1906年に、題名となっている主役を務めた『Leah, the Forsaken』の翻案による舞台では、もともとイタリアの女優アデレード・リストーリ (Adelaide Ristori：en) の演技で有名になったこの役を、新しいものに創り直した。サロモン・ヘルマン・フォン・モーゼンタール (Salomon Hermann von Mosenthal：en) の『Deborah』の英訳に基づく翻案である『Leah』におけるオニールの演技は、フリーモント・オールダー (Fremont Older) に「天才」と評された。オニールは米国やヨーロッパで、『Trilby』、『Camille』（『椿姫』の翻案）、『The Common Standard』、『The Wanderer』、『マクベス』、『Agnes』、『Sappho』、『The Passion Flower』、『ヘッダ・ガーブレル (Hedda Gabler)』など、数多くの舞台に立った。
彫刻のような（身長が6フィート＝およそ180センチメートル近くあった）オニールは、ケンタッキー州ルイビルで、ウィルトン・ラッケイ (Wilton Lackaye)、エドマンド・ブリーズ (Edmund Breese)、ウィリアム・フェイヴァシャム (William Faversham)、トム・ワイズ (Tom Wise)、ハリエット・E・マッギボン (Harriet E. MacGibbon) といった俳優たちと共演した。そこで定番の演目として上演されたのは、『Ned McCobb's Daughter』、『The Front Page』、『The Big Fight』といった作品だった。『The Big Fight』の「大陸横断興行 (transcontinental tour)」は、ボストンから始まり、 ニューヘイブンや ハートフォード での上演を経て、ケインのストアハウス (Caine's storehouse)（不詳）まで続いた。 1920年代後半には、ボストンでシェイクスピアやイプセンの作品の舞台に立っていた。1922年11月29日、オニールはペンシルベニア州シャロン (Sharonのコロンビア劇場 (the Columbia Theatre) のこけら落としで主役を務めた。1900年代はじめの一時期、オニールは自身の劇団を持っており、その広告には、ライオネル・バリモアの名も含まれていた。

## ハリウッド

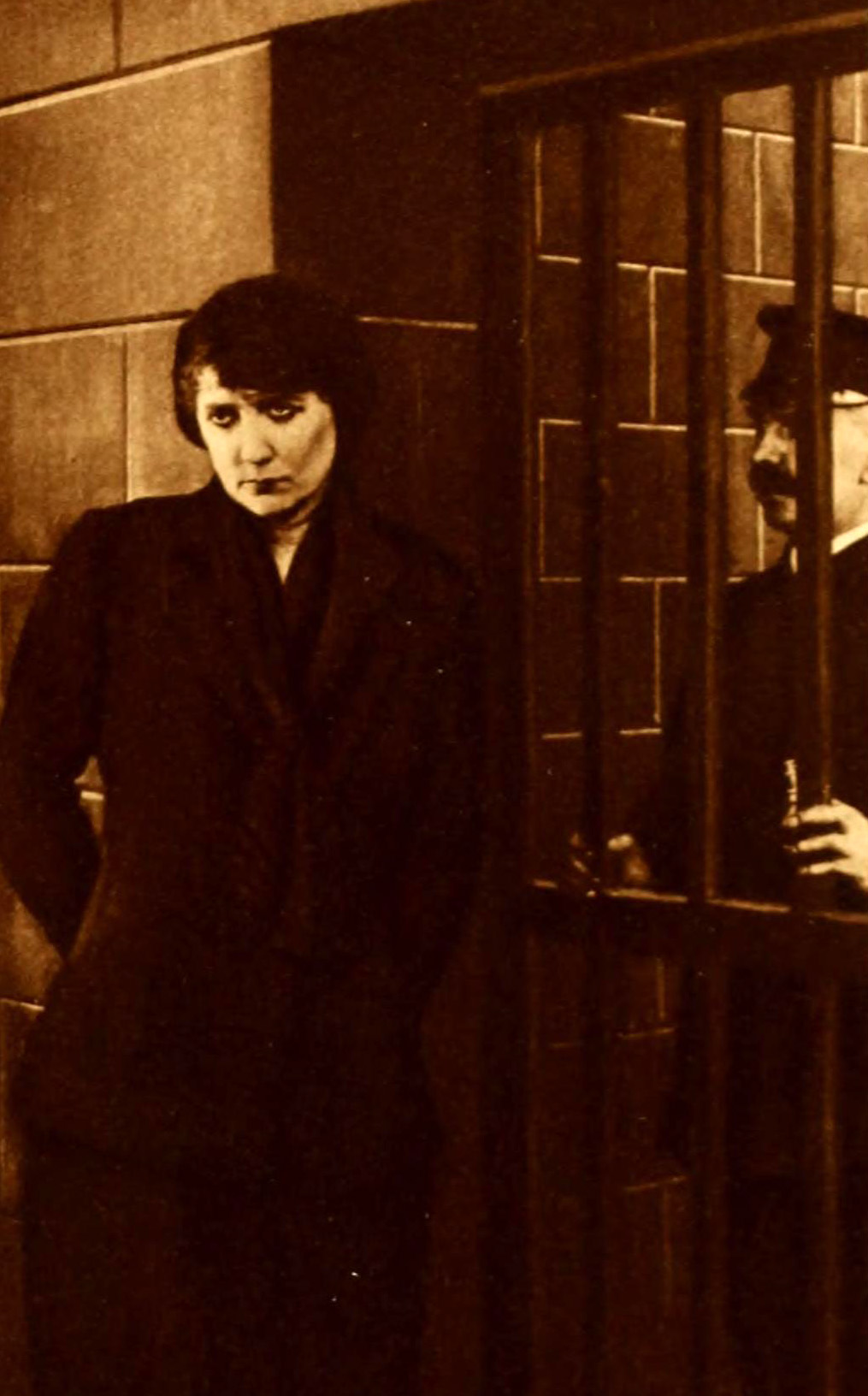
『The Toilers』（1916年）より

ハリウッドで、オニールは『クロイツエル・ソナタ (The Kreutzer Sonata)』（1915年）などのサイレント映画作品に出演し始めた。その後、トーキーへの移行にも成功して、 『希望の星（「有閑夫人」とも：Ladies of Leisure）』、『The Royal Bed』、『悪漢の唄 (The Rogue Song)』（以上すべて1930年）、『シマロン』、『嵐の裁き (Transgression)』（以上いずれも1931年）などに出演したが、『False Faces』（1932年）が最後の出演作品となったことが明らかにされている。

## リジー・ボーデンとの関係
1904年、オニールはボストンでリジー・ボーデンと会った。両者は親しく友情を結んだが、これは少なからぬゴシップを引き起こすことになった。
オニールは、ミュージカル『Lizzie Borden: A Musical Tragedy in Two Axe』の登場人物のひとりとなっており、舞台ではスーレン・ヴァンス (Suellen Vance) がリジー・ボーデン役を演じた。オニールとボーデンの交際については、デイヴィッド・フォーリー (David Foley) による2010年の舞台『Nance O'Neil』でも取り上げられた。
オニールは、ウィリアム・ノーフォーク (William Norfolk) の舞台『The Lights are Warm and Colored』でも、登場人物のひとりとなった。1905年と設定されたこの舞台では、ボーデンとオニールや他の登場人物たちとの交際関係を劇中劇の軸にしている。殺人事件の裁判の場面では、俳優たちが、リジーとエマの姉妹に指図されたり批判されながら即興的な演技を見せる。劇作家は、リジーは無実で、真犯人はボーデン家のメイドであったと考えているようであり、メイドはこの劇の終幕に唐突に登場する。

## 結婚
1916年、オニールは、女優ブランシュ・ウォルシュ (Blanche Walsh) との結婚歴があったイギリス生まれの映画俳優、アルフレッド・ヒックマン（Alfred Hickman：旧名 アルフレッド・スコット・デヴェルー＝ヒックマン、Alfred Scott Devereaux-Hickman）と結婚した。ヒックマンは1931年に死去した。ヒックマンとオニールは、サイレント映画『 The Fall of the Romanovs』（1917年）で、 ロシア皇帝ニコライ2世と皇后アレクサンドラとして共演した。

## 死
晩年のオニールは、ニュージャージー州イングルウッド (Englewood) にある俳優基金 (Actors' Fund) の施設に入居していたが、1965年2月7日に90歳で死去した。遺灰は、カリフォルニア州グレンデールのフォレスト・ローン・メモリアル・パーク (Forest Lawn Memorial Park) の納骨堂 the Columbarium of the Sanctuaries の壁龕10022号 (Niche #10022) に納められている。